# Nadia Murad
Nadia Murad Basée Taha, född 10 mars 1993 i Sinjar i Irak, är en yazidisk människorättsaktivist. Hon tilldelades Nobels fredspris 2018 tillsammans med Denis Mukwege för sitt arbete mot sexuellt våld som vapen i krig och konflikter.

## Biografi

### Bakgrund
Murad föddes i byn Kocho i Sinjar i Irak. Hennes familj, som är yazidisk, var bönder och hon växte upp på en gård.

### Fångenskap och flykt
I augusti 2014 omringades hennes hemby av Islamiska statens (IS) krigare som dödade 600 personer – däribland sex av Murads bröder och styvbröder – och tog yngre kvinnor som slavar. Hon hölls som slav i staden Mosul, blev slagen, bränd med cigaretter och våldtagen när hon försökte fly.
I november 2014 lyckades hon undkomma efter att hennes ”ägare” lämnat huset olåst. Hon togs om hand av en grannfamilj som kunde smuggla ut henne ur det av Islamiska staten kontrollerade området. Detta gav henne möjlighet att ta sig till ett flyktingläger i Duhok i norra Irak, och därefter vidare till Stuttgart i Tyskland.

### Aktivism
Den 16 december 2015 informerade Murad för första gången FN:s säkerhetsråd om människohandel och konflikter och presenterade Nadias Initiativ. Som en del av sin roll som ambassadör har Murad därefter deltagit i globala och lokala initiativ för att öka medvetenheten om människohandel och flyktingar. Hon har mött flyktingar och grupper av överlevande för att lyssna på vittnesmål från offer för människohandel och folkmord.
I september 2016 talade advokaten Amal Clooney inför FN:s drog- och brottsbekämpningsbyrå (UNODC), för att diskutera sitt beslut i juni 2016 om att representera Murad som sin klient i rättsliga åtgärder mot IS:s befälhavare. Clooney betecknar folkmord, våldtäkt och människohandel som en "byråkratisk ondska i industriell skala" av IS. Hon har också beskrivit en slavmarknad som finns både online på Facebook och i Mellanöstern och som 2016 fortfarande var aktiv.
Murad har fått allvarliga hot riktade mot sig och sin säkerhet på grund av sitt arbete.
I november 2017 utgavs Murads självbiografi på engelska, som The Last Girl: My Story of Captivity, and My Fight Against the Islamic State. I maj 2018 kom den i översättning på svenska under titeln Den sista flickan: Berättelsen om min fångenskap och kamp mot Islamiska staten.

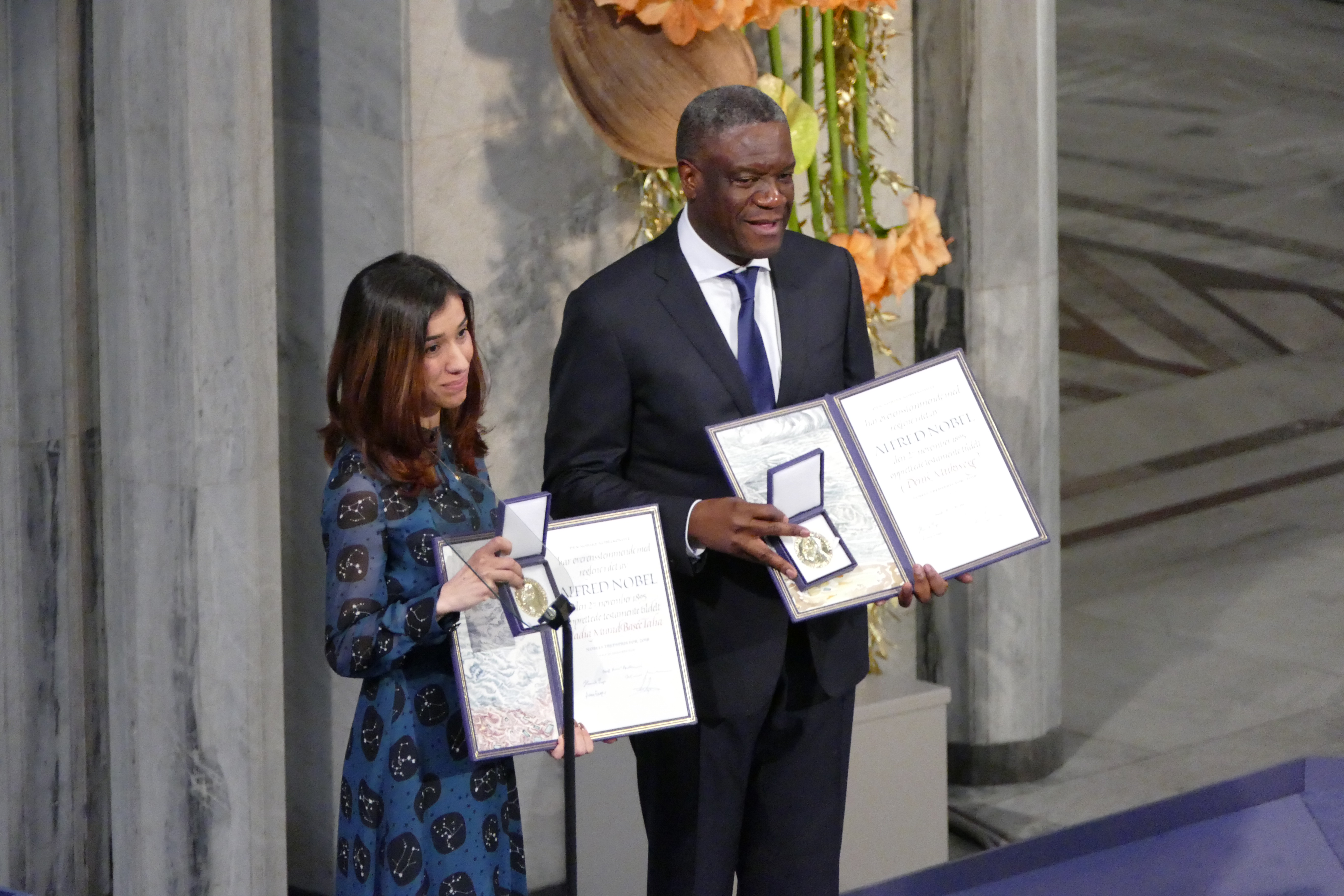
Nadia Murad och Denis Mukwege isamband med att de mottog Nobels fredspris 2018.

2018 utsågs Murad till mottagare av Nobels fredspris, tillsammans med Denis Mukwege.

## Utmärkelser
- 5 januari 2016: Nominering till Nobels fredspris 2016 av den irakiska regeringen för aktivism. Ordförande för norska Sosialistisk Venstreparti, Audun Lysbakken, stödde utnämningen.
- 16 september 2016: Första Goodwillambassadör i FN för rättigheter för människohandelns offer.[20][21][22]
- 10 oktober 2016: Europarådets Václav Havel-pris för mänskliga rättigheter.[23][24][25]
- 27 oktober 2016: Sacharovpriset för tankefrihet (med Lamiya Aji Bashar).[26][27]
- 5 oktober 2018: Nobels fredspris (med Denis Mukwege)[28]